# Sylvia Brustad
Sylvia Kristin Brustad (Elverum, 19 december 1966) is een Noors  politica en zakenvrouw. Tussen 1996 en 2009 was zij minister in meerdere kabinetten geleid door de Arbeiderparti. Sinds 2013 is zij directeur bij Aker Kværner. 

## Biografie
Brustad groeide op in Drevsjø in de provincie Hedmark. Na haar middelbare school volgde ze een opleiding bij het opleidingsinstituut van LO, de koepelorganisatie van de Noorse vakbonden. Ze werkte een paar jaar bij de bond er werd in 1989 voor het eerst tot lid van de Storting gekozen voor Hedmark.
In 1996 werd ze minister voor Jeugd en Gezin in het kabinet Jagland, wat haar een van de jongste ministers in de Noorse geschiedenis maakte.  In de twee kabinetten van Jens Stoltenberg had ze meerdere portefeuilles. In 2009 trad ze af om fylkesmann van Hedmark te worden. Die functie vervulde ze tot 2013 toen ze bij Aker werd benoemd. Aker was tijdens haar ministerschap deels staatseigendom geworden om te voorkomen dat het in buitenlandse handen zou komen.
- Virtual International Authority File: 534149196320474791099